# Руис Эспадеро, Николас
Никола́с Руи́с Эспаде́ро (исп. Nicolás Ruiz Espadero; 15 февраля 1832, Гавана — 30 августа 1890, там же) — кубинский пианист и композитор.

## Биография
Сын испанской пианистки, гастролировавшей на Кубе и вышедшей замуж за чиновника колониальной администрации. Учился у работавшего на Кубе в 1844—1845 гг. Юлиана Фонтаны, а также у Фернандо Аристи. Был связан долгими дружескими отношениями и творческим диалогом с Луи Моро Готшалком. Автор ряда камерных сочинений, из которых наибольшей известностью пользуются «Песня крестьянина» (исп. Canto del guajiro) и «Песня раба» (исп. Canto del esclavo), — в остальном, однако, по большей части ориентировался на европейскую салонную фортепианную традицию и лишь в конце жизни пересмотрел свои взгляды и сочинил ряд произведений более глубокого характера, однако они остались невостребованными и неизданными, значительная их часть утрачена. Среди учеников Эспадеро, в частности, Игнасио Сервантес, он также покровительствовал юной Тересе Карреньо в период её пребывания на Кубе. В последнее десятилетие вёл замкнутый и эксцентричный образ жизни.

## Гибель
Трагически погиб: имея привычку принимать спиртовые ванны — вышел из неё, не вытершись, и подошёл к газовому фонарю, чтобы его погасить; пламя перекинулось на Эспадеро, и через несколько дней он умер от ожогов.